# Anthony Schatteman

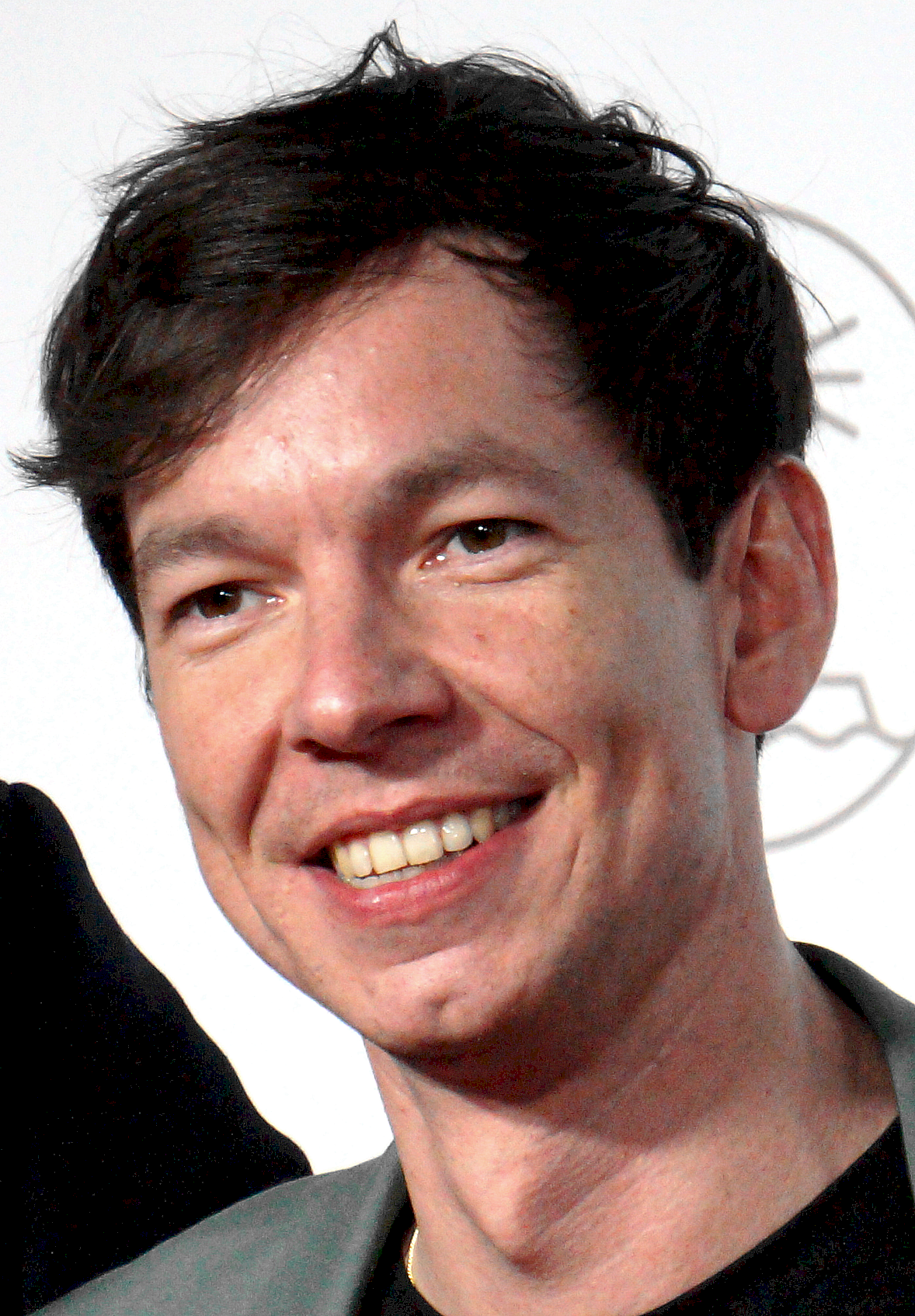
Anthony Schatteman (2024)

Anthony Schatteman (* 1989) ist ein belgischer Filmregisseur und Drehbuchautor, der für seine Darstellungen von LGBTQ-Themen bekannt ist. 
Sein Spielfilmdebüt Young Hearts hatte auf der Berlinale 2024 Premiere.

## Leben und Ausbildung
Anthony Schatteman studierte Filmregie an der Hogeschool in Gent. Währenddessen entwickelte er ein starkes Interesse an Geschichten, die sich mit Identität, familiären Konflikten und der LGBTQ-Community auseinandersetzen. Im Anschluss erweiterte er sein Wissen durch einen Master-Abschluss in Filmwissenschaft und visueller Kultur an der Universität Antwerpen.

## Karriere

### Erste Kurzfilme
Schatteman begann seine Karriere mit einer Reihe von Kurzfilmen, die sich mit sensiblen und oft persönlichen Themen beschäftigten.
In seinem Kurzfilm „Kiss Me Softly“ (2012) erzählt er die Geschichte eines jungen Mannes, der sich seiner Sexualität bewusst wird und mit der fehlenden Akzeptanz seines Vaters konfrontiert ist. Der Film wurde auf mehreren internationalen Filmfestivals gezeigt und erhielt großes Lob für seine emotionale Tiefe.
Im Kurzfilm „Follow Me“ (2015) beleuchtet Schatteman die Dynamik zwischen öffentlicher Wahrnehmung und persönlicher Identität. Die Geschichte dreht sich um einen jungen Influencer, der gezwungen ist, seine wahre Persönlichkeit hinter einer virtuellen Fassade zu verstecken.

### Spielfilmdebüt:Young Hearts
Im Jahr 2024 veröffentlichte Schatteman seinen ersten Spielfilm mit dem Titel Young Hearts. Der Film erzählt die Coming-of-Age-Geschichte des 14-jährigen Elias, der seine erste Liebe zu einem gleichaltrigen Jungen entdeckt. Der Film behandelt Themen wie Selbstfindung, gesellschaftliche Akzeptanz und die Herausforderungen des Erwachsenwerdens in einer konservativen Umgebung.
„Young Hearts“ feierte seine Premiere auf der Berlinale 2024 in der Sektion Generation Kplus. Kritiker lobten den Film für seine authentische Darstellung der jugendlichen Perspektive und Schattemans Fähigkeit, emotionale Geschichten mit visueller Ästhetik zu verbinden. Zudem erlangte der Film große Aufmerksamkeit durch Video-Clips auf TikTok und anderen sozialen Medien.

## Auszeichnungen
- 2012: Humo award beim Leuven International Short Film Festival[3]